# Helen Volk
Helen Volk (ur. 29 marca 1954) – zimbabwejska hokeistka na trawie, złota medalistka olimpijska.
Wraz z drużyną reprezentowała swój kraj na igrzyskach w Moskwie – w turnieju kobiet wywalczyły pierwsze miejsce, zdobywając jednocześnie pierwszy medal olimpijski w historii występów Zimbabwe na igrzyskach olimpijskich. Zawodniczka klubu Bulawayo Athletic, była także reprezentantką Zimbabwe w softballu.